# Henry Jenkins (centenaire)
Pour les articles homonymes, voir Henry Jenkins et Jenkins.
Henry Jenkins est un prétendu supercentenaire anglais. Soi-disant né vers 1501, il est enterré le 9 décembre 1670 et serait donc mort à l'âge de 169 ans.

## Biographie
Henry Jenkins est né à Ellerton-on-Swale, un village du North Riding of Yorkshire, dans le Nord de l'Angleterre. Il gagne sa vie comme paysan et pêcheur. Vers la fin de sa vie, il subsiste en mendiant et se fait connaître en racontant des anecdotes sur sa prétendue longue vie. Il affirme ainsi avoir apporté un chargement de flèches à Northallerton pour les soldats anglais au moment de la bataille de Flodden Field, en 1513. Il prétend également avoir été employé comme bouteiller par le baron Christopher Conyers (en) (mort en 1538) dans sa jeunesse et avoir assisté à ses beuveries avec Marmaduke Bradley, le dernier abbé de l'abbaye de Fountains.
En 1655, il témoigne devant les assizes d'York et déclare sous serment être âgé de cent cinquante-quatre ans. Quelques années plus tard, en avril 1667, il affirme devant un autre tribunal avoir environ cent cinquante-sept ans.
La femme d'Henry Jenkins est enterrée à Bolton-on-Swale le 27 janvier 1668. Il ne lui survit que deux ans et il est inhumé à son tour à Bolton le 9 décembre 1670. Le vicaire de Catterick Charles Anthony, qui procède à sa sépulture, ne mentionne pas son âge dans le registre paroissial et décrit simplement Jenkins comme « un homme très âgé et pauvre » (« a very aged and poore man »).

## Postérité

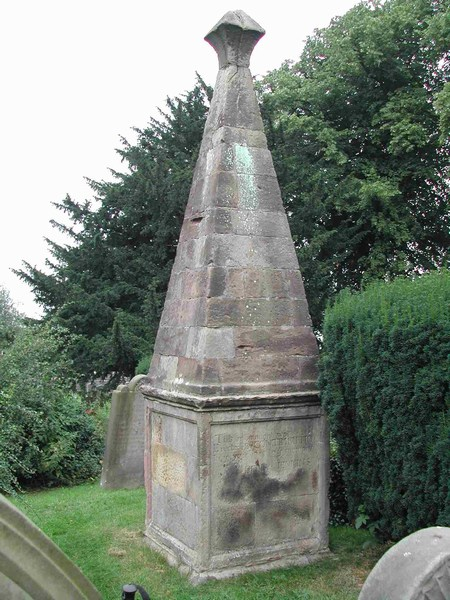
L'obélisque.

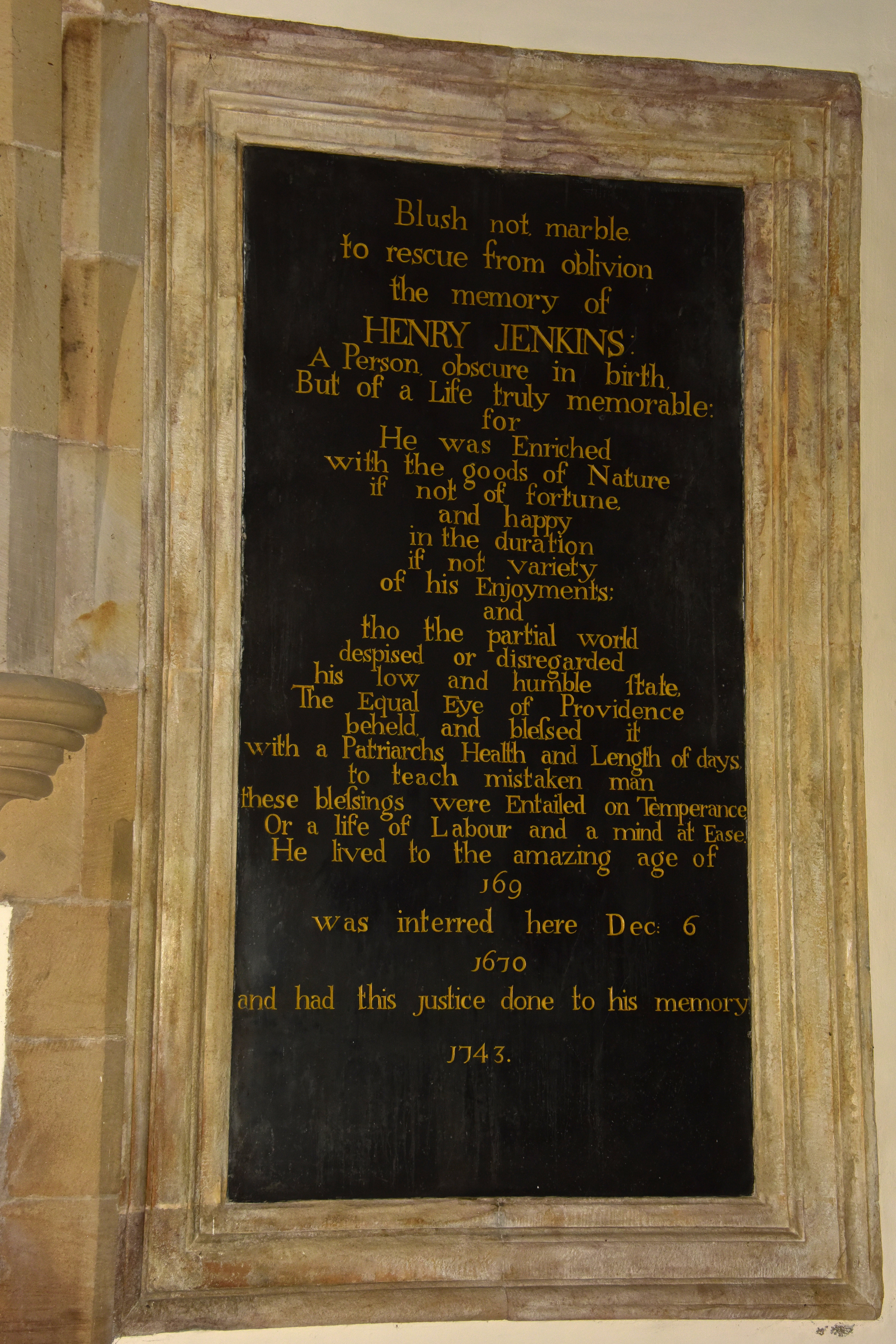
La plaque.

La Royal Society de Londres s'intéresse à Henry Jenkins en 1696, lorsque sa revue scientifique Philosophical Transactions publie une lettre d'Ann Savile, une femme de Bolton-on-Swale qui a eu l'occasion de s'entretenir avec Jenkins en 1662 ou 1663. Son cas, tout comme celui d'un autre prétendu supercentenaire anglais, Thomas Parr, est l'objet d'une série d'échanges dans le périodique Notes and Queries tout au long du XIXe siècle et jusqu'au milieu du XXe siècle.

Un obélisque en mémoire d'Henry Jenkins est érigé dans le cimetière de Bolton en 1743. Une plaque commémorative de marbre noir est installée dans l'église au même moment. Elle porte une inscription composée par l'érudit Thomas Chapman, principal du Magdalene College de l'université de Cambridge, qui reprend l'idée selon laquelle Jenkins est mort à 169 ans. 